# Haledanivasa, Narasimharajapura
Haledanivasa là một làng thuộc tehsil Narasimharajapura, huyện Chikmagalur, bang Karnataka, Ấn Độ.